# November
För andra betydelser, se November (olika betydelser).

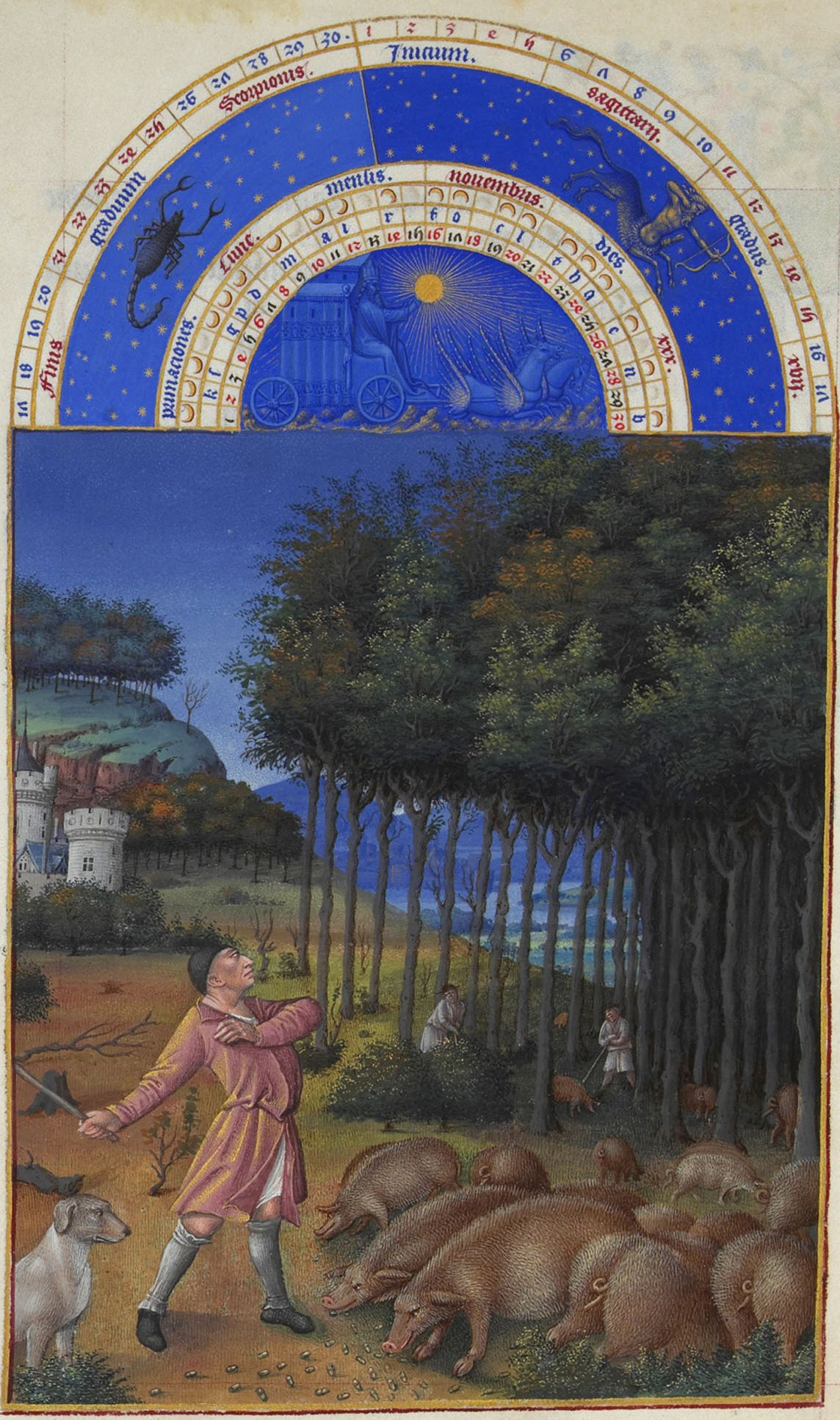
November från Les Très Riches Heures du Duc de Berry.

November är årets elfte månad i den gregorianska kalendern och har 30 dagar. Den innehåller årets 305:e till 334:e dag (306:e till 335:e vid skottår). Namnet kommer från latinet och betyder den nionde månaden. November kallades förr i Sverige för vintermånad (se gammelnordiska kalendern), och i Danmark slagtemåned. I Japan kallades månaden Shimo tsuki (霜月, frostmånad) i den gamla japanska kalender som den 1 januari 1873 avskaffades och ersattes av den gregorianska kalendern.

## Det händer i november

### Astronomi

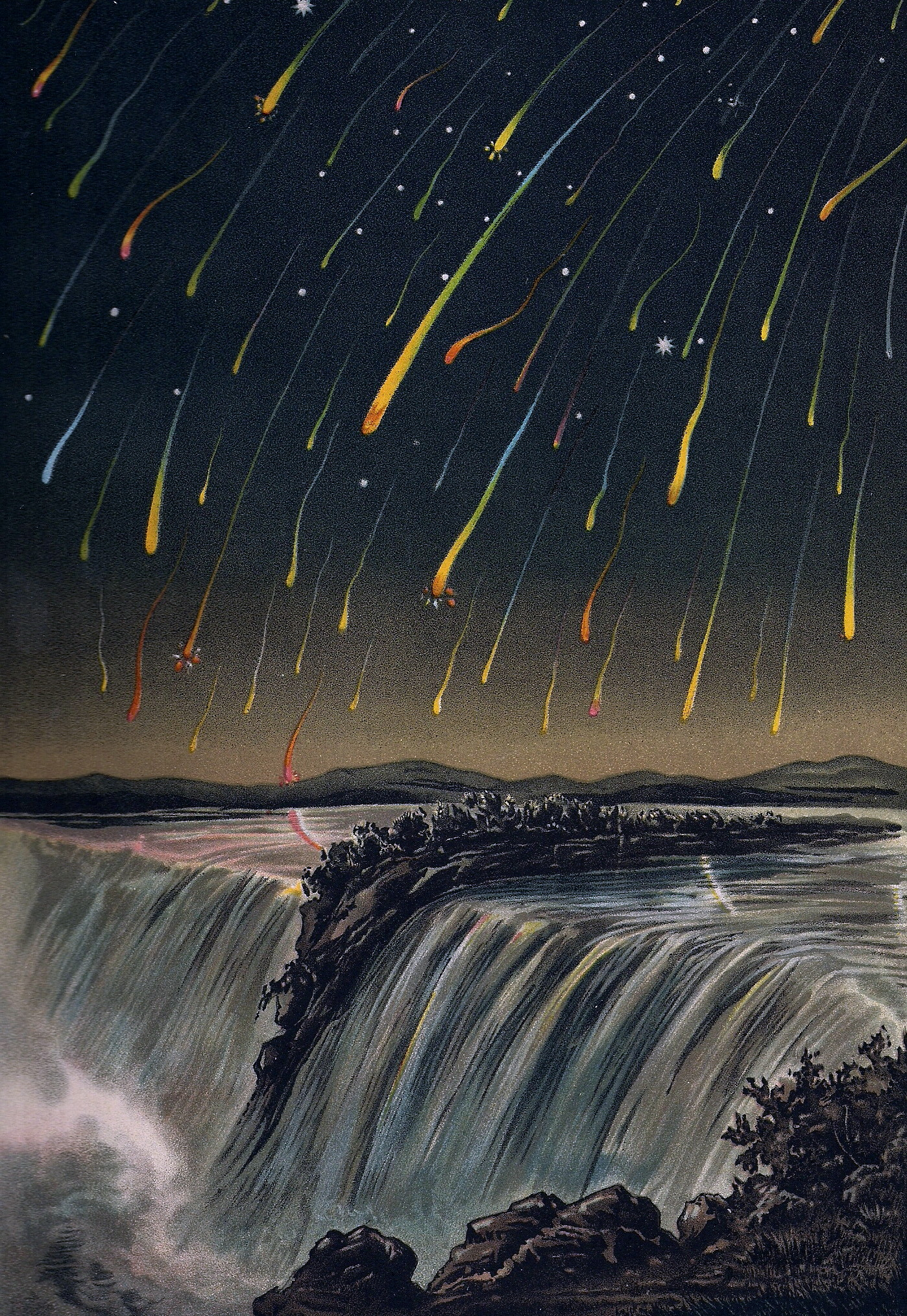
1833 syntes Leoniderna ovanligt kraftigt.

- Omkring den 17 november passerar Jorden meteorsvärmen Leoniderna.

### Kalender
- År 152 f.Kr. tidigarelade de gamla romarna nyåret två månader. Innan dess var alltså november den nionde månaden och november betyder just den "nionde månaden".

### Meteorologi
- I november börjar vintern mer eller mindre på Norra halvklotet, och förr skulle då höstens skördearbete där vara klart. Den 17 november 1995 drabbades de södra delarna av Sverige av en stor snöstorm.

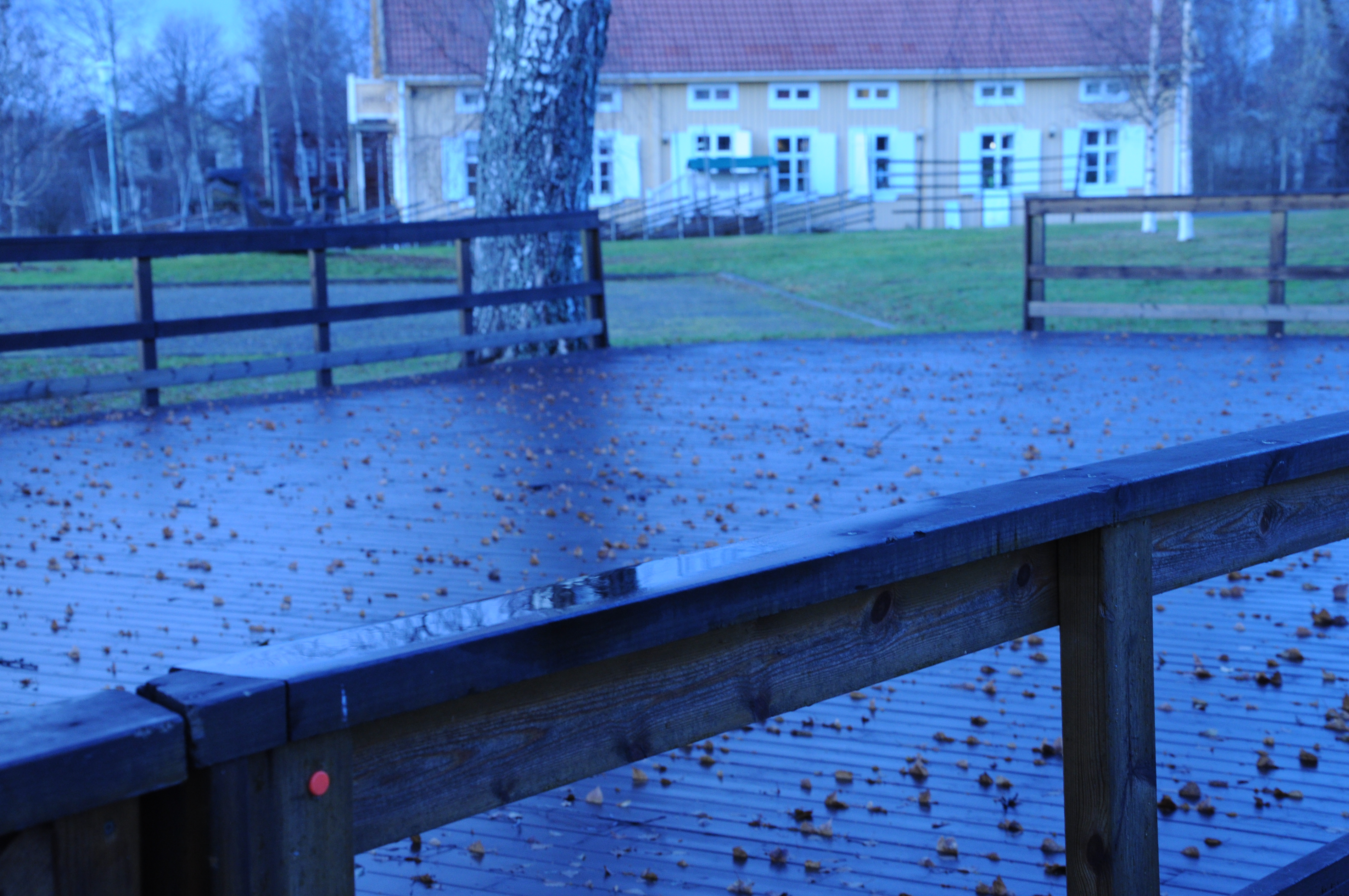
21 november 2009 i Nordanå, Skellefteå.

### Politik
- Den 7 november 1917 utbröt den ryska oktoberrevolutionen. Den ryska arbetarklassen, ledda av det starka bolsjevikiska kommunistpartiet och Lenin, grep makten och grundade Sovjetunionen.
- Den 9 november 1989 öppnades Berlinmuren, en händelse som brukar uppmärksammas årligen.
- Den 11 november uppmärksammas den så kallade Stilleståndsdagen, då vapenstilleståndet 1918 slöts efter första världskriget.
- Den 20 november firar Mexiko revolutionsdagen för Mexikanska revolutionen.
- Den fjärde lördagen i november högtidlighålls i Ukraina minnesdagen av Holodomor.
- Val i USA hålls alltid vart fjärde år, på tisdagen efter den första måndagen i november, alltså mellan 2 november och 8 november.

### Sport

#### Bandy

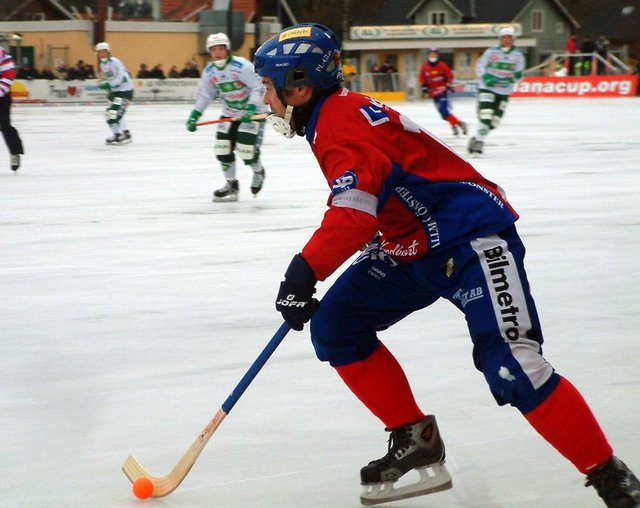
Bandyspelare under World Cup i början av säsongen 2005/2006.

- Bandysäsongen börjar i många länder. Seriespelet i bland annat Norge och Sverige drar igång.

#### Fotboll

##### Internationell
- Den 27 november 1973 vann Sverige med 2-1 mot Österrike i en uppmärksammad direkt avgörande kvalmatch till VM i fotboll 1974. Matchen spelades i ett yrsnöigt Gelsenkirchen i det dåvarande Västtyskland, som även var VM-arrangör. En svart-vit boll användes, men numera används ofta röda bollar på snöiga fotbollsplaner.

##### Norge
- Tippeligaen i Norge har oftast avslutats i oktober, men avslutas vissa år i början av november. Finalmatchen i det norska cupmästerskapet spelas ibland i början av november.

##### Sverige
- Fotbollsallsvenskan och Superettan i Sverige har oftast avslutats i oktober, men avslutas vissa år i början av november. Ibland spelas kvalspelet till Fotbollsallsvenskan i november, och många gånger har snöfall skapat svårspelade planer.

#### Ishockey

##### Internationell
- Landslagsturneringen Karjala Tournament spelas ofta i november.

#### Motorsport
- I Sverige avgörs motorcykeltävlingar som Gotland Grand National och Novemberkåsan.

#### Ridsport
- I Australien hålls hästkapplöpningarna Melbourne Cup alltid den första tisdagen i november varje år.

### Högtider

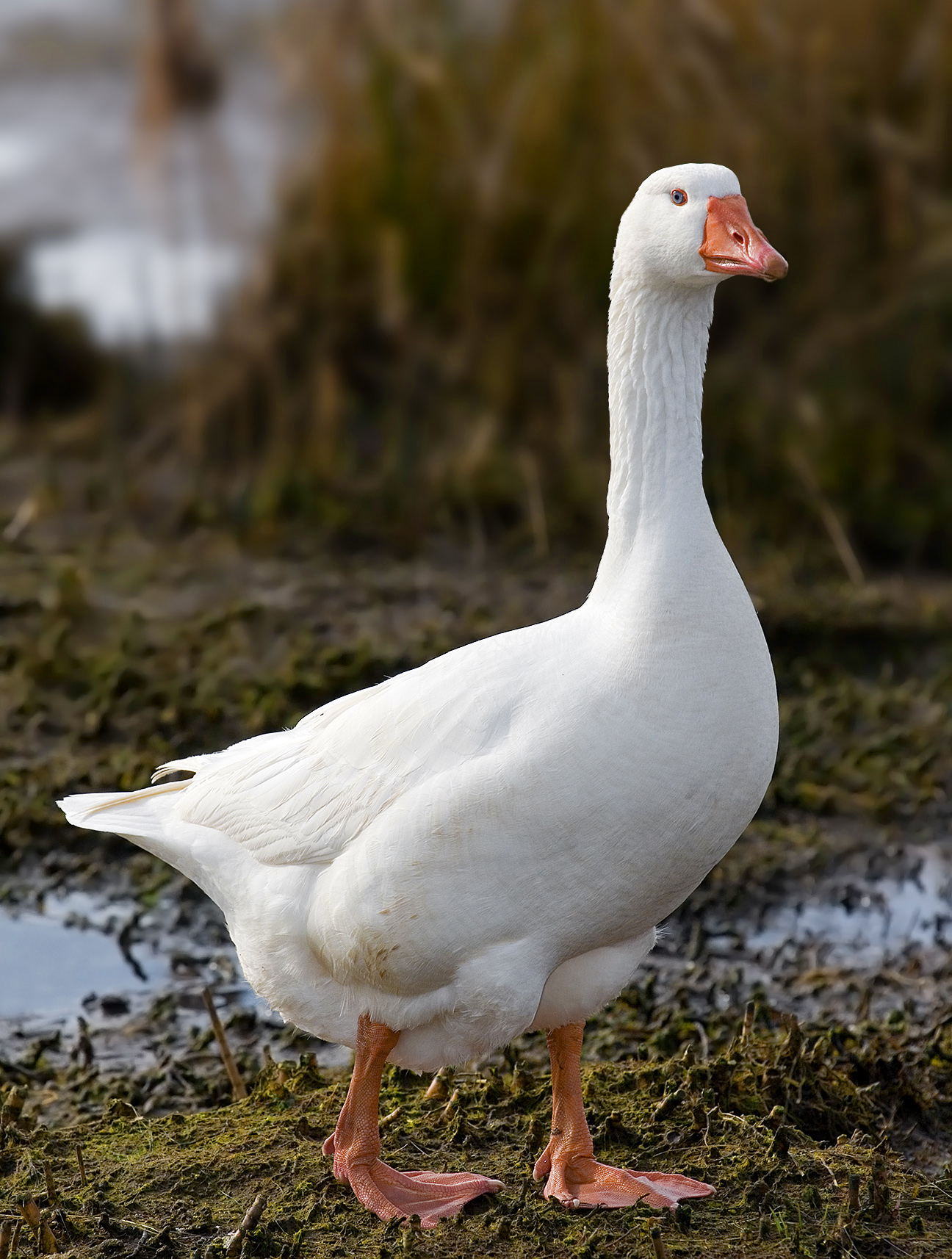
Gås äts i samband med Mårtensafton

- Alla helgons dag infaller oftast i november, och Allhelgonadagen är alltid den 1 november.[1]
- De dödas dag (Días de los muertos) firas i Mexico den 2 november.
- I november tar kyrkoåret inom Svenska kyrkan slut med Domssöndagen som infaller söndagen före 1:a advent. Vissa år infaller första advent i november. Enligt Gastronomiska Akademiens Almanacka för år 1987 infaller Domssöndagen just söndagen före advent. Då bör även Domseglet hissas.
- Fars dag infaller i Sverige andra söndagen i november.[2]
- Gustav Adolfsdagen den 6 november[3]
- Mårtensafton eller Mårtengås firas kring 10 november med gåsmiddag i Sverige, Danmark och norra Tyskland. I Sverige är traditionen starkast i södra Götaland, samt i akademiska sammanhang i hela landet.[4]
- I Danmark infaller J-dag första fredagen i november sedan början av 1970-talet, dagen då bryggerierna lanserar årets julöl.
- I USA firas Thanksgiving fjärde torsdagen i november.
- Mot slutet av månaden börjar västvärlden förbereda sig inför julen. I Norden tänds första ljuset i adventsljusstaken om första advent infaller i slutet av november, och många butiker börjar spela julmusik i samband med att julhandeln startar.
- Movember är en internationell kampanj för att uppmärksamma manssjukdomar.

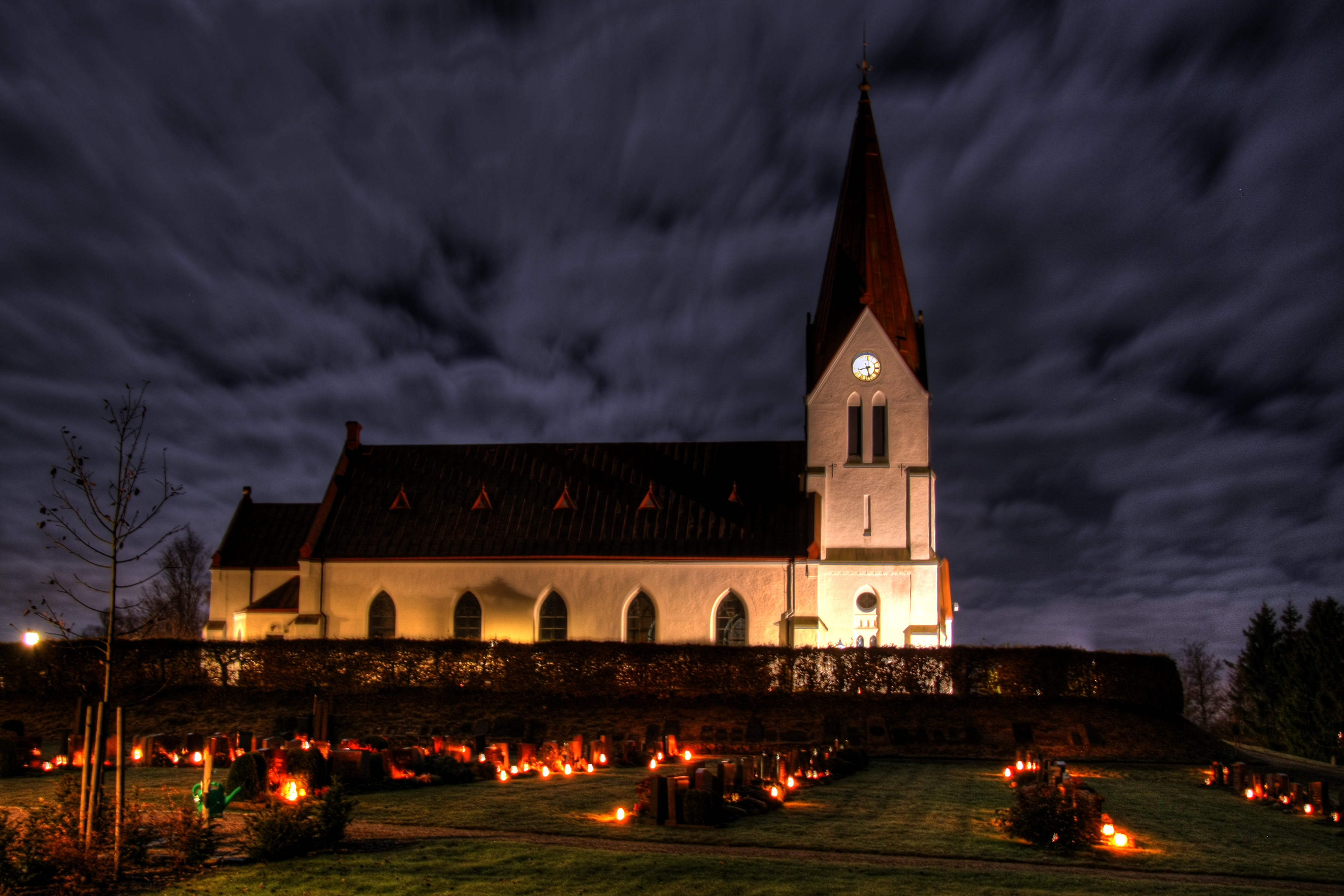
Kyrkogården vid Röke kyrka på Alla helgons dag 2009.
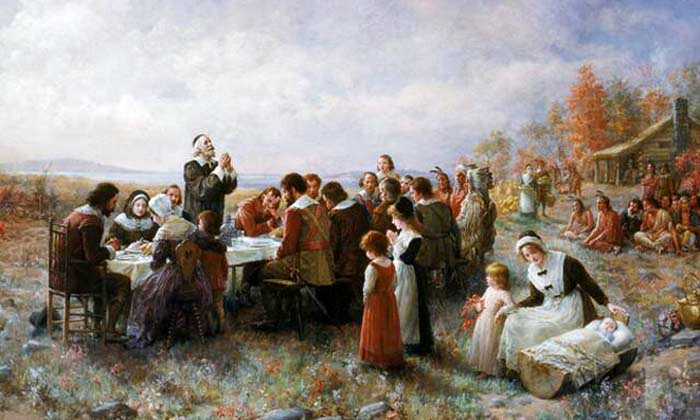
"The First Thanksgiving at Plymouth", av Jennie A. Brownscombe.

## Samband
- November börjar alltid på samma veckodag som mars, och om det inte är skottår även samma veckodag som februari.

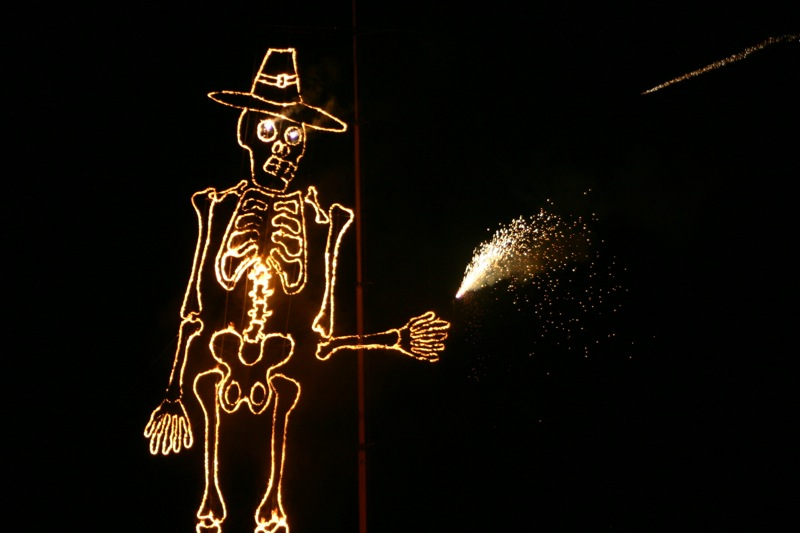
5 november firas sedan 1607 i brittiska länder Guy Fawkes Night till minne av Krutkonspirationen 1605.
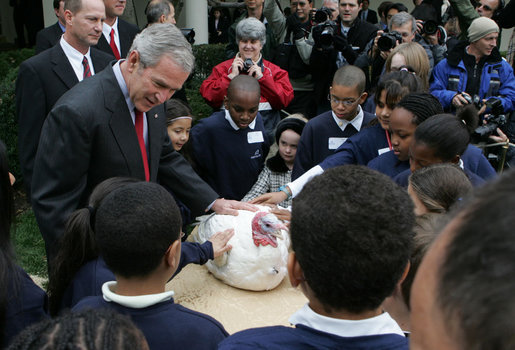
Den amerikanska högtiden Thanksgiving firas den fjärde torsdagen i november, här ses George Bush firande högtiden
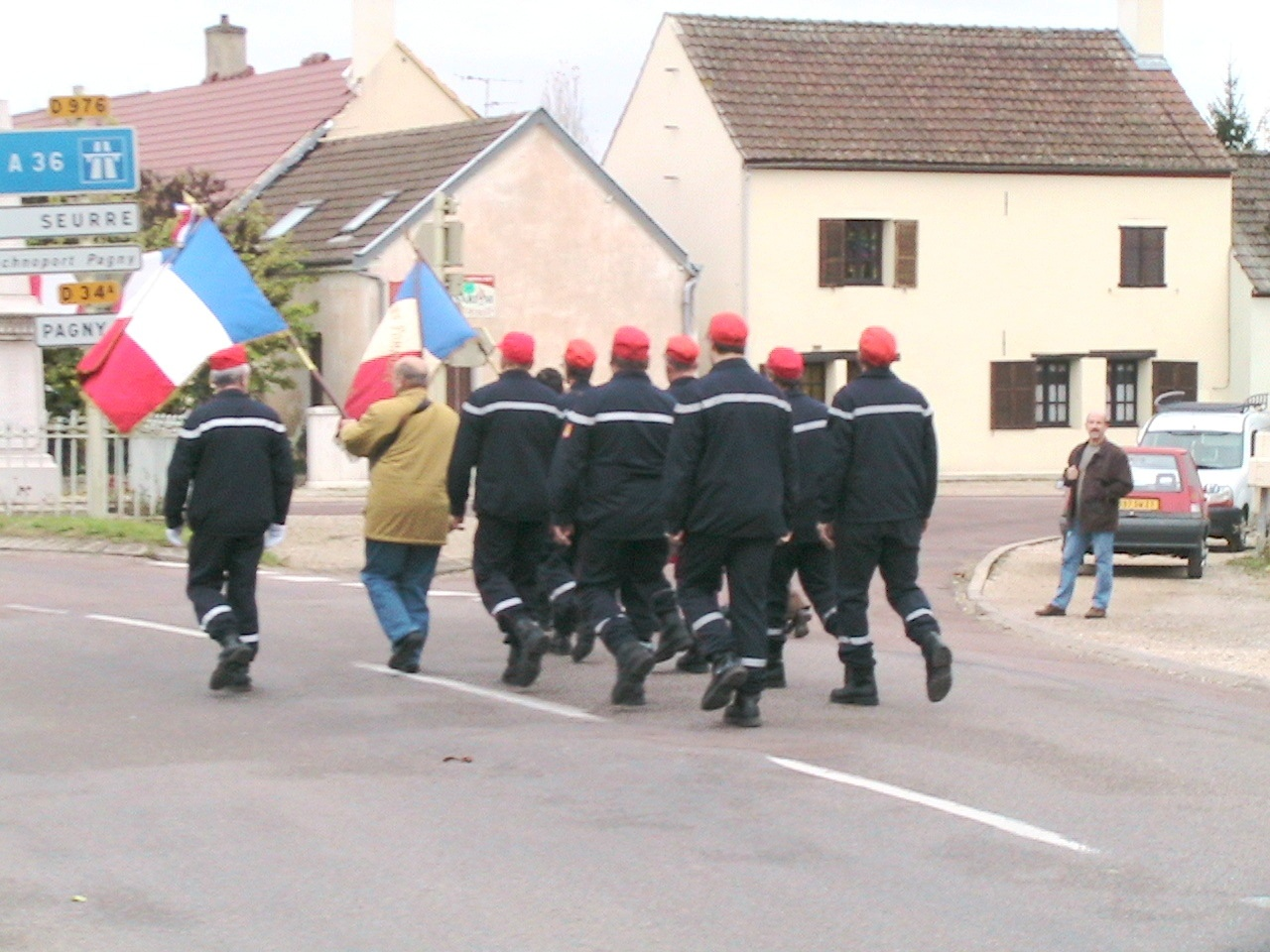
Den 11 november firas i Frankrike vapenstilleståndet i första världskriget 1918. Här firas det i staden Pagny-le-Château
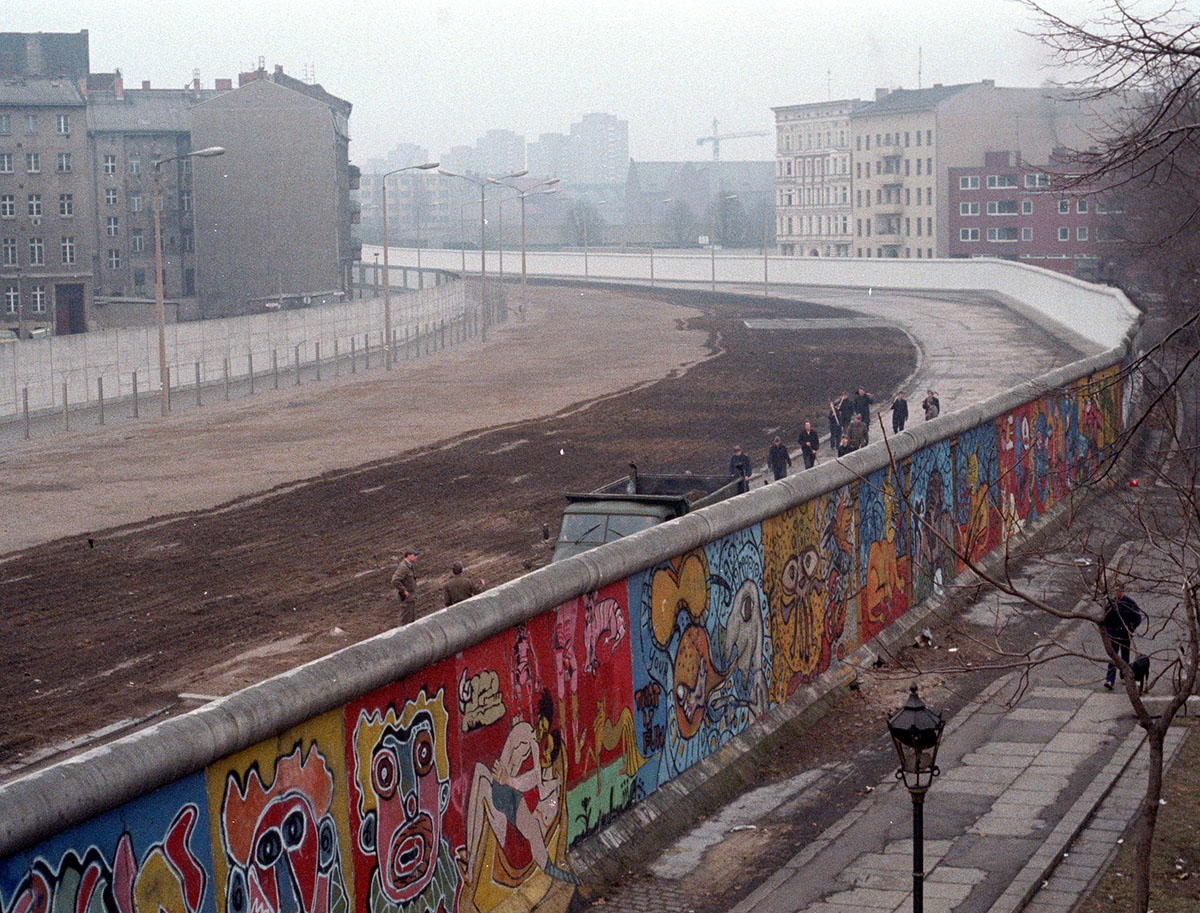
Den 9 november 1989 revs Berlinmuren, något som brukar firas framförallt i Berlin, Tyskland

### Fotnoter
1. ↑  ”Allhelgonadagen”. www.isof.se. https://www.isof.se/lar-dig-mer/kunskapsbanker/lar-dig-mer-om-arets-namn-och-handelser/handelser/allhelgonadagen. Läst 27 november 2022.
2. ↑  ”Fars dag”. Nordiska museet. Arkiverad från originalet den 27 september 2018. https://web.archive.org/web/20180927125444/https://www.nordiskamuseet.se/aretsdagar/fars-dag. Läst 16 oktober 2018.
3. ↑  ”Gustav Adolfsdagen”. www.isof.se. https://www.isof.se/lar-dig-mer/kunskapsbanker/lar-dig-mer-om-arets-namn-och-handelser/handelser/gustav-adolfsdagen. Läst 31 december 2022.
4. ↑  ”Mårtensafton”. www.isof.se. https://www.isof.se/lar-dig-mer/kunskapsbanker/lar-dig-mer-om-arets-namn-och-handelser/handelser/martensafton. Läst 27 november 2022.